# Chaussée (terre-plein)
Pour les articles homonymes, voir Chaussée et La Chaussée.

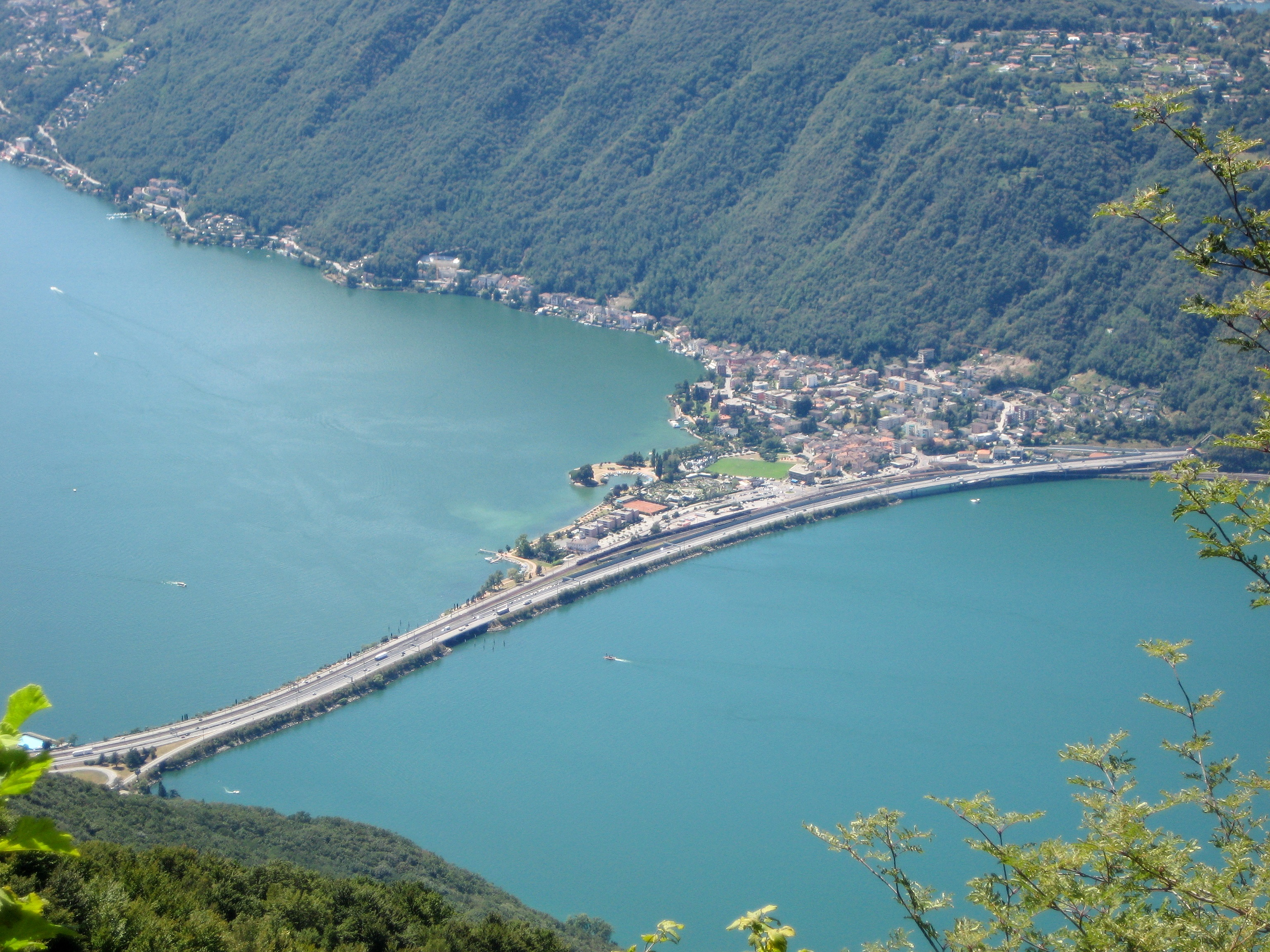
Vue du Ponte di Melide traversant le lac de Lugano en Suisse.

Une chaussée est une infrastructure de transport, généralement une route ou une voie de chemin de fer, qui emprunte un terre-plein traversant une étendue d'eau telle une mer, un lac ou un cours d'eau. Le terre-plein peut être interrompu par des ponts afin de permettre à l'eau de s'écouler et aux bateaux de franchir l'obstacle. Certaines chaussées peuvent être temporairement submergées par la marée haute comme le passage du Gois en France qui relie l'île de Noirmoutier au continent.

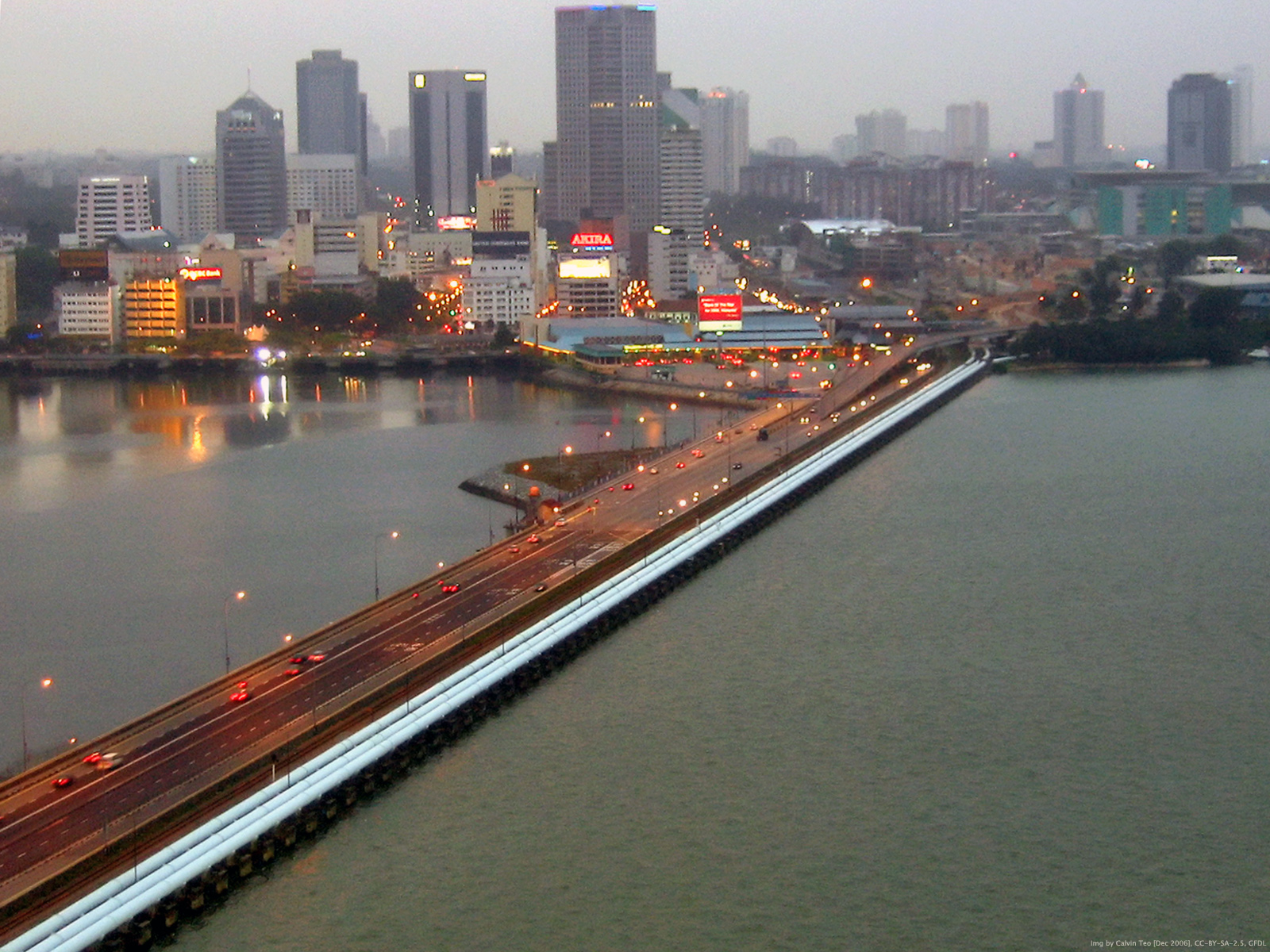
Vue aérienne de la chaussée Johor-Singapour reliant Singapour à la Malaisie à travers le détroit de Johor et empruntée par une voie rapide et des canalisations.

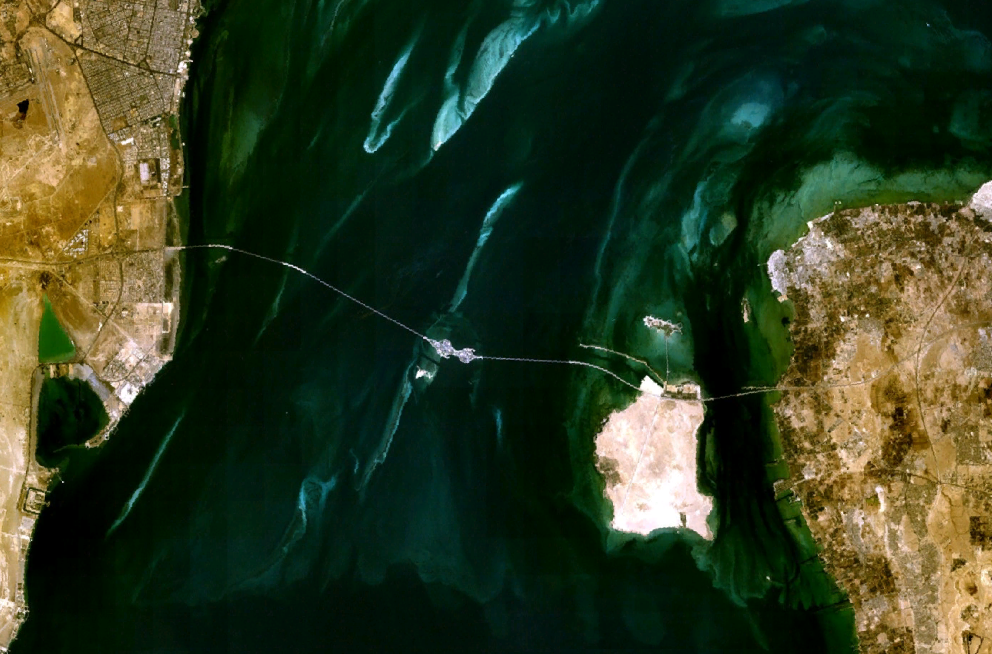
Image satellite de la chaussée du roi Fahd composée de plusieurs terre-pleins et ponts reliant l'Arabie saoudite (à gauche) au Bahreïn (à droite) à travers le golfe de Bahreïn.

Les chaussées, en modifiant les courants, peuvent entraîner des modifications locales de la bathymétrie. Outre les facilités de communication qu'elles offrent, les chaussées peuvent présenter un intérêt stratégique militaire comme les Churchill Barriers dans les Orcades, au Royaume-Uni, qui constituent un port artificiel. Elles peuvent aussi jouer un rôle de protection contre les incursions marines comme le barrage de Saint-Pétersbourg en Russie qui relie l'île de Kotline au continent et vise à protéger la ville de Saint-Pétersbourg des inondations.